# Paris–Roubaix 1958

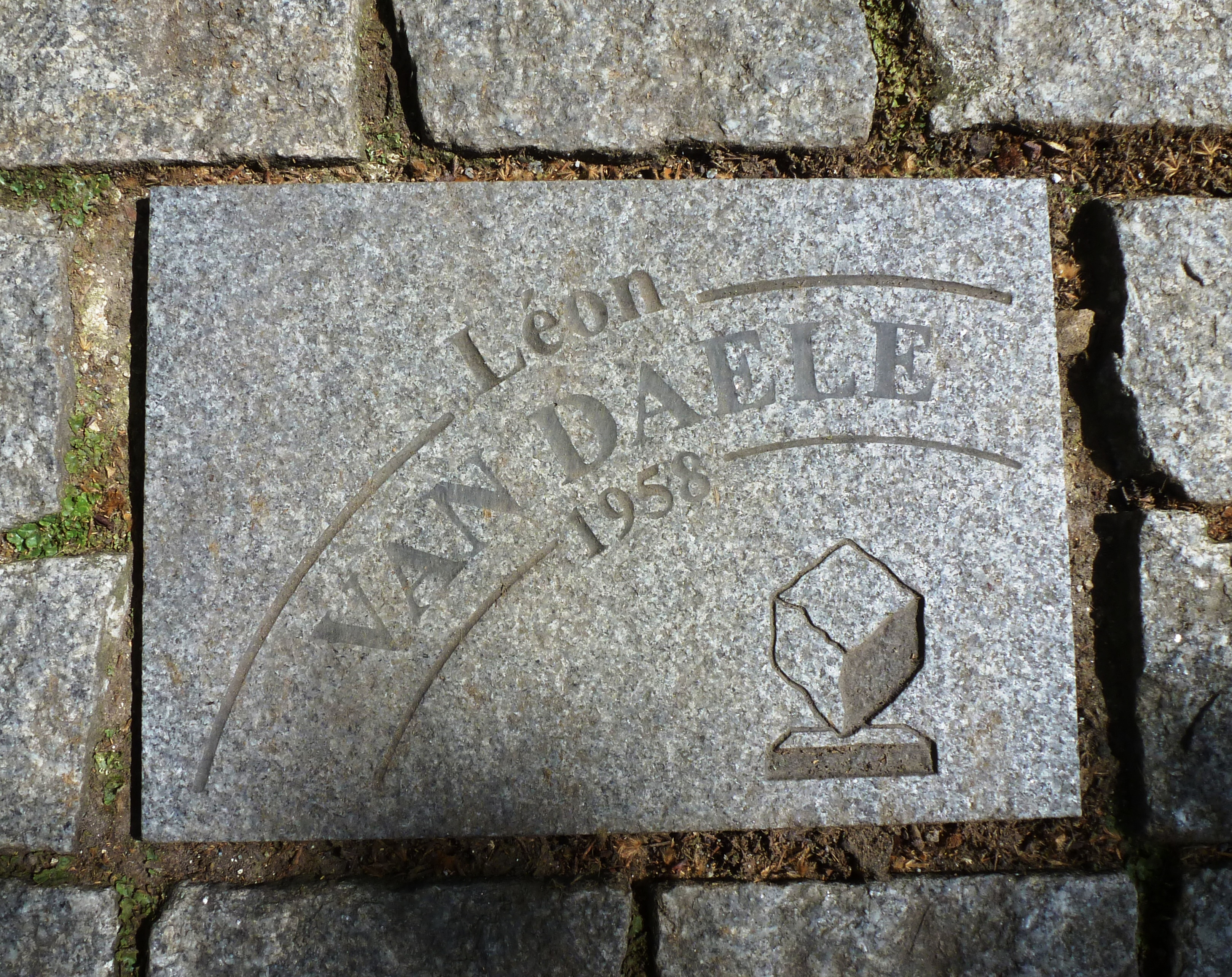
Pflasterstein zu Ehren des Siegers Leon Vandaele auf der Allée Charles Crupelandt in Roubaix

Das Eintagesrennen Paris–Roubaix 1958 war die 56. Austragung des Radsportklassikers und fand am Sonntag, den 13. April 1958, statt.
Das Rennen führte von Saint-Denis, nördlich von Paris, nach Roubaix, wo es im Vélodrome André-Pétrieux endete. Die Strecke war 269 Kilometer lang. 76  Fahrer konnten sich platzieren. Der Sieger Leon Vandaele absolvierte das Rennen mit einer Durchschnittsgeschwindigkeit von 33,30 km/h.
Jacques Anquetil war ausgerissen und führte, jedoch drei Kilometer vor dem Ziel hatte er einen Reifendefekt. An der Einfahrt in die Radrennbahn waren Seamus Elliott und Roger Verplaetse 20 Meter vor dem Peloton, wurden aber noch von einer Gruppe aus 22 Fahrern eingeholt. 300 Meter vor der Ziellinie konnte Vandaele sich absetzen und gewinnen. Anquetil wurde schließlich 14.